# Tony Dorsett
Anthony „Tony“ Drew Dorsett (* 7. April 1954 in Rochester, Pennsylvania, USA), Nickname: The Hawk ist ein ehemaliger US-amerikanischer Footballspieler. Er spielte hauptsächlich auf der Position des Runningbacks in der National Football League (NFL).

## College
Dorsett ist einer der erfolgreichsten Spieler aller Zeiten im College Football. 1973 erhielt er ein Stipendium an der University of Pittsburgh und spielte für die Pittsburgh Panthers als Halfback. 1976 konnte seine Mannschaft unter Head Coach Johnny Mayors die nationale Collegemeisterschaft gewinnen. Die dazu erforderliche Wahl durch die amerikanische Presse konnte die Mannschaft aufgrund aller zwölf gewonnener Spiele der Saison, darunter den Sugar Bowl, für sich entscheiden.
Während seines Studiums erzielte Dorsett einen Gesamtraumgewinn von 6.082 Yards, was damals Rekord war. Bereits als Freshman konnte er in einem einzigen Spiel 265 Yards erlaufen, auch dies stellte einen NCAA-Rekord dar. Ein Jahr später konnte er in einem Spiel gegen die University of Notre Dame seine Leistung nochmals steigern und 303 Yards Raumgewinn erzielen. Es existiert noch heute das Gerücht, dass die Mannschaft aus South Bend das Gras des Spielfelds extra lang wachsen ließ um Dorsett am Laufspiel zu hindern. Das Spiel ging trotzdem mit 34:20 an die Mannschaft aus Pittsburgh.
In seinem letzten Jahr stellte er mit insgesamt 1948 Yards Raumgewinn seinen letzten NCAA Rekord auf. Alleine in seiner letzten Saison konnte er 23 Touchdowns erzielen. Die NFL Scouts waren schon lange auf ihn aufmerksam geworden.

## Profikarriere
1977 wurde Dorsett von den Dallas Cowboys in der ersten Runde der NFL Draft 1977 an der zweiten Stelle gezogen. Eigentlich hätten die Rechte an Dorsett an die Seattle Seahawks gehen sollen, diese hatten jedoch gegen weitere Draftrechte auf die Verpflichtung von Dorsett zugunsten der Cowboys verzichtet. Zum Leidwesen der Seahawks sollte sich Dorsett unter seinem neuen Head Coach Tom Landry zu einem der besten Runningbacks der NFL Geschichte entwickeln. Bereits in seinem ersten Jahr konnte seine Mannschaft mit Quarterback Roger Staubach den Super Bowl gewinnen, im Super Bowl XII wurden die Denver Broncos mit 27:10 geschlagen. Dorsett erzielte den ersten Touchdown des Spiels. Im darauffolgenden Super Bowl XIII musste man sich allerdings ein Jahr später den Pittsburgh Steelers mit 31:35 geschlagen geben.
1981 erzielte Dorsett seine statistisch beste Saisonleistung. Er konnte 1646 Yards erlaufen und erzielte durch Laufspiele und Passfänge insgesamt 6 Touchdowns in der Regular Season.
Bis 1987 spielte Dorsett für die Mannschaft aus Dallas. 1988 wechselte er zu den Denver Broncos erhielt aber verletzungsbedingt nur wenig Möglichkeit sich zu beweisen und beendete danach seine Laufbahn. Insgesamt konnte er in seiner Laufbahn 12.739 Yards Raumgewinn durch Laufspiel erzielen, erlief 77 Touchdowns und konnte 13 Bälle zu Touchdowns fangen. Seine Leistungen rangieren noch heute in den Rekordbüchern der NFL unter den vorderen Plätzen.

## Ehrungen (Auswahl)
Dorsett spielte in vier Pro Bowls, dem Abschlussspiel der besten Spieler einer Saison. Er wurde fünfmal zum All-Pro gewählt und ist Mitglied in der College Football Hall of Fame, in der Pro Football Hall of Fame und wurde auf dem Dallas Cowboys Ring of Honor geehrt. 1976 gewann er die Heisman Trophy und wurde ein Jahr später NFL Rookie of the Year. In seinem Heimatstaat Pennsylvania wurde ein Footballstadion nach ihm benannt.

## Nach der Laufbahn
Dorsett arbeitete zeitweise als Fernsehmoderator und Schauspieler. Sein Sohn Anthony Dorsett war Cornerback bei den Houston Oilers/Tennessee Oilers/Tennessee Titans und Oakland Raiders von 1996 bis 2003. Dorsett ist heute Inhaber einer Werbeagentur.